# Acanthascus victor
Acanthascus victor är en svampdjursart som beskrevs av Isao Ijima 1897. Acanthascus victor ingår i släktet Acanthascus och familjen Rossellidae. Inga underarter finns listade i Catalogue of Life.